# 譚尚渭
譚尚渭，GBS，OBE，JP（1934年7月29日—2021年1月1日），是香港著名的教育家，曾任崇基學院院長、香港中文大學副校長、香港公開大學校長等。

## 生平
譚尚渭生於香港，1947年至1955年間就讀拔萃小學、拔萃男書院（1953年中五，在1953年英文中學會考中取得地理、英國文學、數學以及化學科「良」等成績）以及聖保羅男女中學，1955年中學畢業後獲英皇愛德華獎學金入讀香港大學化學系，先後取得化學系理學士（1959年二級榮譽）及碩士（1961年）學位。之後獲英聯邦獎學金，於1961年至1964年負笈英國諾丁漢大學深造，1964年獲化學博士學位。譚氏於1965年返回香港，擔任崇基學院講師，任教逾三十年，歷任多項要職，包括：化學系教授及講座教授、崇基學院院長、中大研究院院長及中大副校長等。香港中文大學於1977年改制，譚氏是唯一曾任「崇基學院校長」及「崇基學院院長」的人，更於1977年及1988年兩度成為崇基學院院長。
1995年，譚氏離開香港中文大學後，獲委任為香港公開進修學院院長，於1997年成功把學院升格成為香港公開大學，其後續任香港公開大學校長至2003年。
譚氏曾出任亞洲開放大學協會主席及國際遠距離教育聯會中國文化及語言區域主席。而在前平等機會委員會主席王見秋無理解僱余仲賢的事件發生後，他被任命為平等機會委員會調查小組主席。
譚氏於2021年1月1日逝世，享年86歲。他生前已婚，與妻子於諾丁漢結婚。

## 榮譽
- 1979年，擔任非官守太平紳士。
- 2002年，獲香港特別行政區政府頒授金紫荊星章。
- 2002年，獲英國公開大學頒授榮譽博士。
- 2006年，獲香港公開大學頒授榮譽理學博士。
- 2011年，獲香港中文大學頒授榮譽院士銜。